# Stanisław Dobek Łowczowski
Stanisław Dobek Łowczowski herbu Gryf – sędzia ziemski kamieniecki w latach 1569-1582/1583.
Poseł na sejm lubelski 1569 roku z województwa podolskiego, podpisał akt unii lubelskiej.